# Saeed Anwar
Saeed Anwar, född den 14 oktober 1943 i Sheikhupura, död 15 juli 2004 i Sheikhupura, var en pakistansk landhockeyspelare.
Han tog OS-silver i herrarnas landhockeyturnering i samband med de olympiska sommarspelen 1972 i Tokyo.
Han tog OS-guld i samma gren i samband med de olympiska sommarspelen 1972 i Mexico City.
Därefter tog han OS-silver igen i i samband med de olympiska sommarspelen 1972 i München.